# Кукша китайська
Кукша китайська (Perisoreus internigrans) — вид горобцеподібних птахів родини воронових (Corvidae). Ендемік Китаю.

## Поширення
Вид поширений на півдні Китаю у східному Тибеті, південно-східному Цинхаї, південному Ганьсу та західному Сичуані. Населяє високогірний сухий хвойний ліс зі зрілої ялини та змішаний ялицево-рододендроновий ліс, часто зі слабко розвиненим підліском. Трапляється у горах на висоті 3000-4270 м над рівнем моря.

## Опис
Тіло завдовжки 30 см, вагою 92-123 г. Це міцний та масивний птах з великою квадратною головою з конічним, середньої довжини дзьобом, загостреними крилами, досить довгим і округлим хвостом і сильними ногами. Оперення по всьому тілу чорнувато-сіре, з наявністю подекуди темніших ділянок. Голова, махові пера, круп і хвіст чорні. Дзьоб і ноги чорнувато-сірі, а очі блакитно-сірі.

## Спосіб життя
Трапляється поодинці або парами. Восени утворює невеликі зграї, зазвичай із п'яти-шести птахів, але іноді більше 10. Харчується безхребетними та фруктами.
Моногамний птах. Шлюбний період триває з березня по травень. Обидва партнери співпрацюють у будівництві гнізда і у вихованні потомства. Гніздо у формі сплощеної чашки, побудованої з гілок і рослинних волокон серед гілок листяного дерева. У кладці 2-4 яйця. Насиджує самиця, а самець годує та охороняє її. Молодняк залишається з батьками протягом досить тривалого періоду часу після вильоту.